# Bertrimont
Bertrimont település Franciaországban, Seine-Maritime megyében. Lakosainak száma 218 fő (2022. január 1.). Bertrimont Ancretiéville-Saint-Victor, Val-de-Saâne, Gueutteville, Saint-Vaast-du-Val és Varneville-Bretteville községekkel határos.

## Népesség
A település népességének változása:
| Lakosok száma | 228  | 225  | 230  | 219  | 216  | 216  | 216  | 217  | 218  |
|               | 2013 | 2015 | 2016 | 2017 | 2018 | 2019 | 2020 | 2021 | 2022 |